# Магнес Акліуш
Магнес Акліуш (фр. Maghnes Akliouche, нар. 25 лютого 2002, Трамбле-ан-Франс) — французький футболіст, півзахисник клубу «Монако».
Виступав, зокрема, за клуб «Монако-2», а також молодіжну збірну Франції.

## Клубна кар'єра
Народився 25 лютого 2002 року в місті Трамбле-ан-Франс.
У дорослому футболі дебютував 2020 року виступами за команду «Монако-2», в якій провів один сезон, взявши участь у 17 матчах чемпіонату. 
До складу клубу «Монако» приєднався 2021 року. Станом на 11 липня 2024 року відіграв за команду з Монако 46 матчів в національному чемпіонаті.

## Виступи за збірні
У 2021 році дебютував у складі юнацької збірної Франції (U-20), загалом на юнацькому рівні взяв участь у 7 іграх, відзначившись 3 забитими голами.
З 2023 року залучається до складу молодіжної збірної Франції. На молодіжному рівні зіграв у 4 офіційних матчах, забив 1 гол.

## Титули і досягнення
Олімпійська збірна Франції
- Срібні медалі Олімпійських ігр 2024[1]